# Budas de Bamiã
A Paisagem Cultural e Vestígios Arqueológicos do Vale de Bamiã (em persa: بامیان; romaniz.: Bāmīyān), localiza-se  a 240 km de Cabul, no Afeganistão, são um local que contém diversos testemunhos culturais do Reino da Báctria, dos séculos I a XIII, nomeadamente da corrente Gandara da arte budista.

## História
Os Budas de Bamiã localizam-se no Vale do Bamiã, na antiga Rota da Seda, uma rota de caravanas que ligava a China e a Índia. É tida pela UNESCO como uma Paisagem Cultural, estando inscrita na Lista do Patrimônio Mundial. Existiam vários mosteiros budistas e um próspero centro para religião, filosofia e arte Budista. Foi um local religioso Budista do século II até a época das conquistas árabes, no século VII, quando ganharam as batalhas de Ualaja, Cadésia e Nemavande sobre o Império Sassânida que dominavam a região.
Os monges dos mosteiros viviam como eremitas, em pequenas cavernas esculpidas nas laterais das rochas de Bamiã. Muitos desses monges embelezavam suas cavernas com estatuária religiosa e produziam frescos (ou Afrescos - português brasileiro). 
As duas estátuas mais proeminentes eram os dois Budas, medindo 55 e 38 metros de altura, os maiores exemplares de Budas em pé esculpidos no mundo.
O peregrino chinês budista Hsüan-tsang viajou pela área por volta de 630 e descreveu os Budas de Bamiã como um florescente centro Budista "com mais de dez mosteiros e mais de mil monges". Ele destacou que ambas as estátuas do Buda estavam "decoradas com ouro e pedras preciosas".

### Destruição

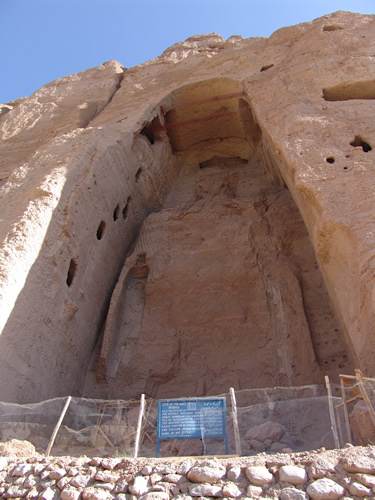
Bamiã em 2005

Em março de 2001, por ordem do governo fundamentalista Talibã, foram destruídas as gigantescas estátuas dos Budas de Bamiã - a maior das quais tinha 53 metros de altura e era o Buda mais alto do mundo - que haviam sido escavadas em nichos na rocha, por volta do século V.
Um filme iraniano de 2007 - "E Buda desabou de vergonha"- retrata a vida de sua população quando da expansão do Talibã na região. 
Embora as figuras dos dois Budas gigantes estejam quase completamente destruídas, os seus contornos e algumas feições são ainda reconhecíveis entre os restos. É também possível, ainda, explorar as cavernas dos monges e as passagens que as ligam. Como parte do esforço internacional para reconstruir o Afeganistão depois da guerra do Talibã, o governo do Japão comprometeu-se a reconstruir os dois Budas gigantes. 